# Aliocha Reinert
Aliocha Reinert est un acteur français né le 22 octobre 2007 à Nancy.
Il a été nommé aux César 2023 dans la catégorie Meilleur Espoir masculin pour son rôle dans Petite Nature.

## Biographie

### Jeunesse
Aliocha débute en prenant des cours de danse au Conservatoire Régional du Grand Nancy.
Il joue son premier rôle au cinéma en 2019 dans le film Petite Nature de Samuel Theis alors qu'il est âgé de 11 ans seulement.

## Filmographie
Sauf indication contraire, les informations mentionnées dans cette section peuvent être confirmées par les bases de données cinématographiques IMDb et Allociné,  présentes dans la section « Liens externes ».

### Acteur

#### Cinéma

##### Longs métrages
- 2021 : Petite Nature de Samuel Theis : Johnny

##### Courts métrages
- 2022 : L'Enfant au diamant de Pierre Édouard Dumora : L'enfant